# Lotus Esprit Turbo Challenge
Lotus Esprit Turbo Challenge è un simulatore di guida sviluppato dalla Magnetic Fields e pubblicato dalla Gremlin Graphics nel 1990 per i principali home computer dell'epoca. Il gioco è stato seguito l'anno successivo da Lotus Turbo Challenge 2.

## Modalità di gioco
Il gioco è incentrato sulla sfida 1 contro 1, in questa modalità lo split screen rende al massimo e non ci sono rallentamenti a video.  L'unica macchina a disposizione per il giocatore è, come da titolo, la sportiva Lotus Esprit. Nella modalità ad un giocatore lo split screen rimane (un clamoroso difetto, poi rimosso nei seguiti) nella parte inferiore viene visualizzata l'altra Esprit ai box di manutenzione. Nelle gare si parte dalla posizione di classifica speculare al risultato della gara precedente (1^ al traguardo, 20º al via. 2^- 18º ecc ecc...) e si deve tentare la rimonta fino alla prima posizione per proseguire con i livelli. Se il piazzamento in gara è oltre il decimo posto il gioco si conclude decretando il GAME OVER. In certi circuiti bisogna fermarsi al pit-stop ed effettuare il rifornimento di carburante. Ottima la colonna sonora con molte tracce rock disponibili.

## Livelli
Le piste delle corse sono 32 e si svolgono in paesi e località esistenti, alcuni sono:
- Portogallo, Viana do Castelo
- Italia, Verona
- Alaska, Prudhoe Bay
- Malaysia, Bandar Seri Begawan
- Perù, Paddington
- Russia, Obozerskij
- Brasile, Belo Horizonte
- Galles, Horseshoe pass
- Nepal, Katmandu
- Svezia, Falconberg
- Australia, Barrow creek
- Antartide, Halley bay
- Grecia, Zachintos